# C&A (equip ciclista)
L'equip C&A va ser un equip ciclista belga que competí professionalment el 1978. Es va crear com a successor del Fiat France. Va ser l'últim equip on va competir Eddy Merckx.

## Principals resultats
- Lieja-Bastogne-Lieja: Joseph Bruyère (1978)
- Fletxa Brabançona: Marcel Laurens (1978)

### A les grans voltes
- Volta a Espanya
  - 0 participació

- Tour de França
  - 1 participació (1978)
  - 1 victòries d'etapa:
    - 1 al 1978: Walter Planckaert

  - 0 victòries final:
  - 0 classificacions secundàries:

- Giro d'Itàlia
  - 0 participació

## Composició de l'equip
|
| Llista de l'equip 1978                  | Llista de l'equip 1978 | Llista de l'equip 1978     | Llista de l'equip 1978 |
| Ciclista                                | Data de naixement      | Equip previ                |                        |
| --------------------------------------- | ---------------------- | -------------------------- | ---------------------- |
| Joseph Bruyère                          | 5 de octubre de 1948   | Fiat France (1977)         |                        |
| Etienne De Beule                        | 20 de novembre de 1953 | Fiat France (1977)         |                        |
| Jos Deschoenmaecker                     | 2 de octubre de 1947   | Fiat France (1977)         |                        |
| René Dillen                             | 18 de juny de 1951     |                            |                        |
| Edward Janssens                         | 18 de gener de 1946    | Fiat France (1977)         |                        |
| Marcel Laurens                          | 21 de juny de 1952     | IJsboerke-Colnago (1977)   |                        |
| Ludo Loos                               | 13 de gener de 1955    | Ebo-Superia (1977)         |                        |
| René Martens                            | 27 de maig de 1955     |                            |                        |
| Jacques Martin                          | 16 de abril de 1952    | Fiat France (1977)         |                        |
| Eddy Merckx (1 de gen–19 de març, Nota) | 17 de juny de 1945     | Fiat France (1977)         |                        |
| Robert Mintkiewicz                      | 14 de octubre de 1947  | Gitane-Campagnolo (1977)   |                        |
| Walter Planckaert                       | 8 de abril de 1948     | Maes Pils-Mini Flat (1977) |                        |
| Willy Planckaert                        | 5 de abril de 1944     | IJsboerke-Colnago (1976)   |                        |
| Eddy Schepers                           | 12 de desembre de 1955 |                            |                        |
| Guido Van Calster                       | 6 de febrer de 1956    |                            |                        |
| Etienne Van der Helst                   | 7 de maig de 1953      | Maes Pils-Mini Flat (1977) |                        |
| Frank Van Impe                          | 11 de juny de 1955     |                            |                        |
| Lucien Van Impe                         | 20 de octubre de 1946  | Lejeune-BP (1977)          |                        |
|                                         |                        |                            |                        |
| Font: Cycling Archives                  |                        |                            |                        |

Nota: Eddy Merckx, retirada esportiva